# Espacio fino
Un espacio fino (carácter « ») es un carácter tipográfico cuyo espacio es ligeramente más fino que el espacio duro (espacio que se inserta entre dos partes que un salto de línea automático no debe separar).
El Libro de estilo de la lengua española recomienda un espacio fino entre las cifras y los operadores matemáticos (10 × 2 = 20), en la separación de millares en la parte entera como decimal (19 999,219 92), y en las abreviaturas complejas (v. g. EE. UU.; AA. GG.; F. S. David), entre un número y su símbolo (v. g. 100 %; 10 €; 20 km; 33 °C).

## Representación informática
- En Unicode se utiliza el código U+202F   ESPACIO DURO FINO
- En UTF-8, se representa con los tres bytes 0xE2, 0x80 y 0xAF.
- En HTML, también puede representarse con el decimal &#8239; o el hexadecimal &#x202F;.

## Ejemplo
| Espacio fino   | 10 000     |
| Espacio normal | 10 000 000 |

## Métodos de inserción en wikitexto
- En HTML (y, por extensión, en wikitexto), se indica como &thinsp; en el código fuente.

Ejemplos: Del código fuente 13&thinsp;141&thinsp;m, se obtiene el texto «13 141 m», presentado conjuntamente (en la medida de lo posible). Del código fuente no&thinsp;violencia, se obtiene conjuntamente «no violencia».
Su codificación proviene de las siglas THINSP, que corresponden a «THIN SPace».

## Nota
1. ↑  En números de cuatro dígitos se puede omitir el espacio. (P. ej. 1000, 2919). Los años siempre se deben escribir sin espacio.